# 국도 제123호선 (일본)

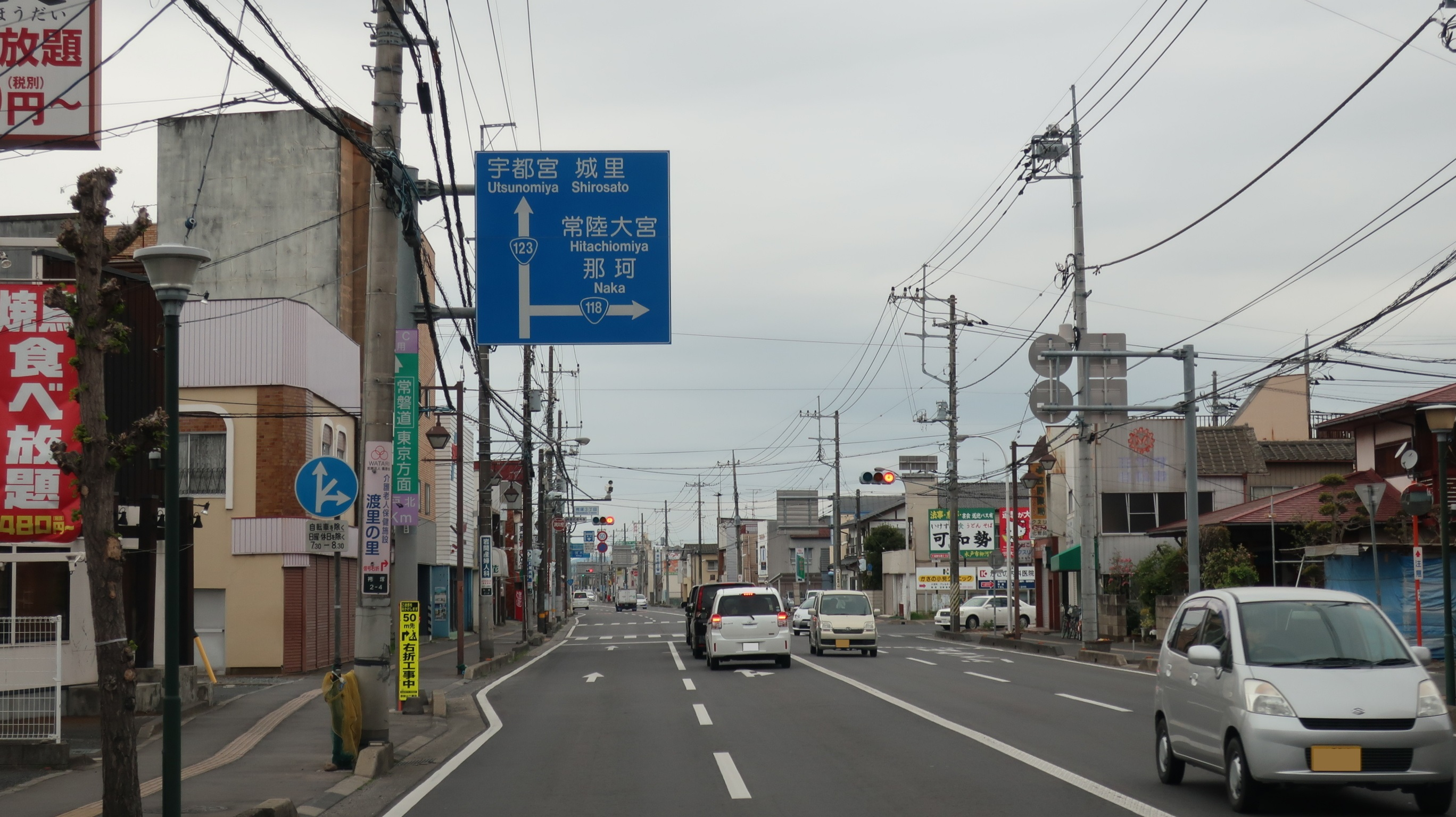
123번 국도의 종점, 이바라키현 미토시 하카마쓰카 3초메 교차로 일대

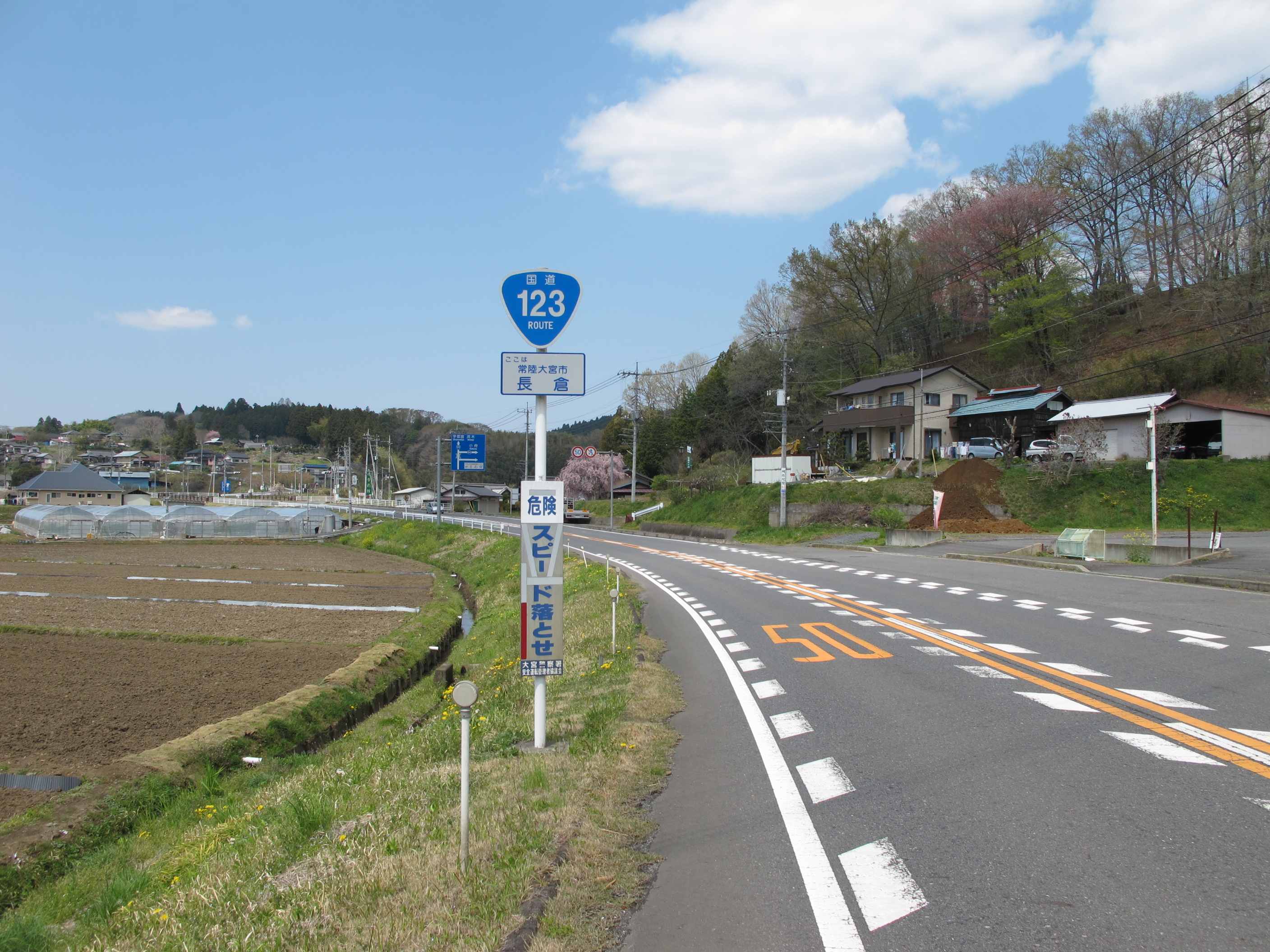
이바라키현 히타치오미야시 나가쿠라 (2014년 4월)

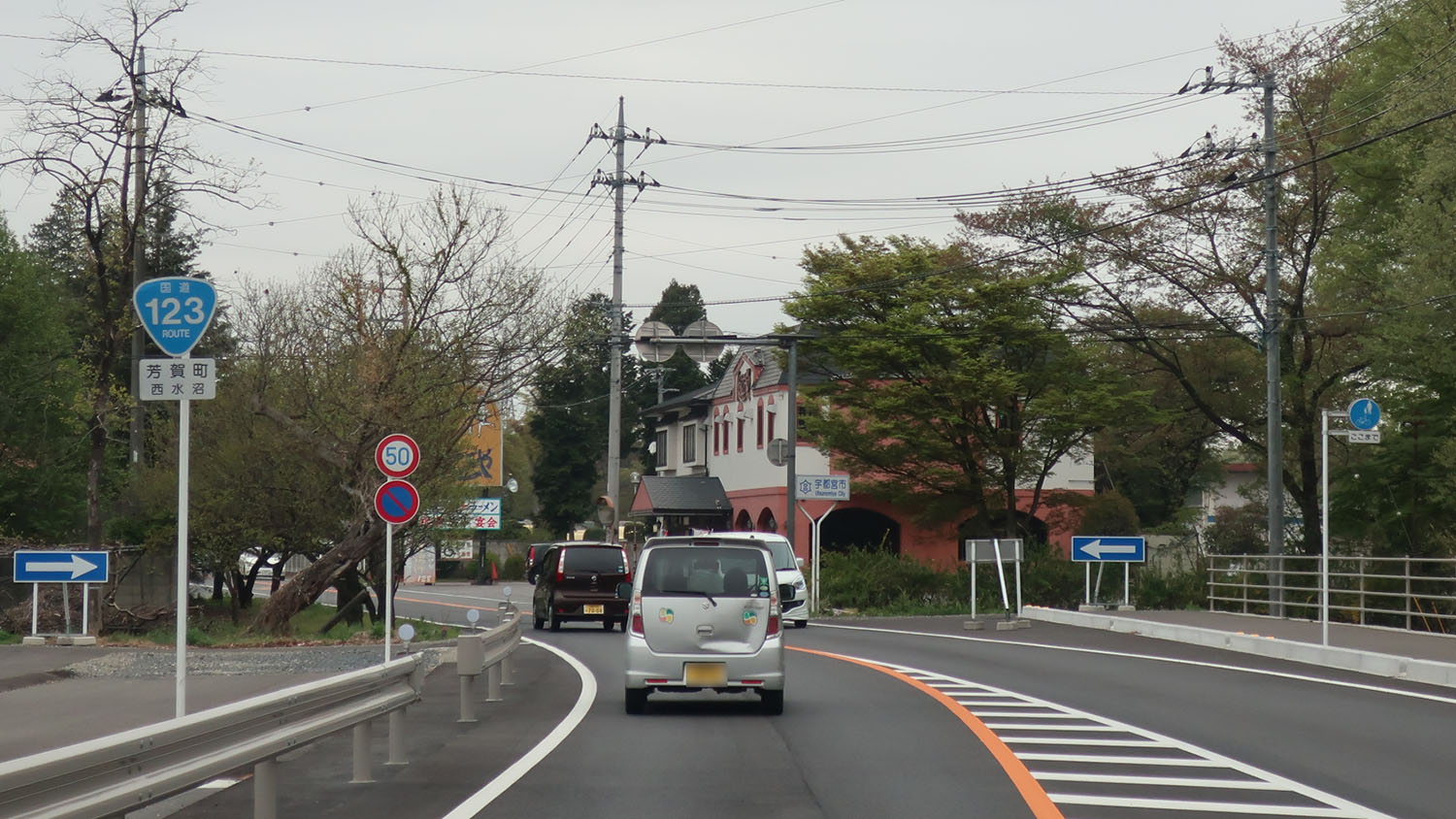
미즈바시 바이패스
도치기현 하가군 하가정

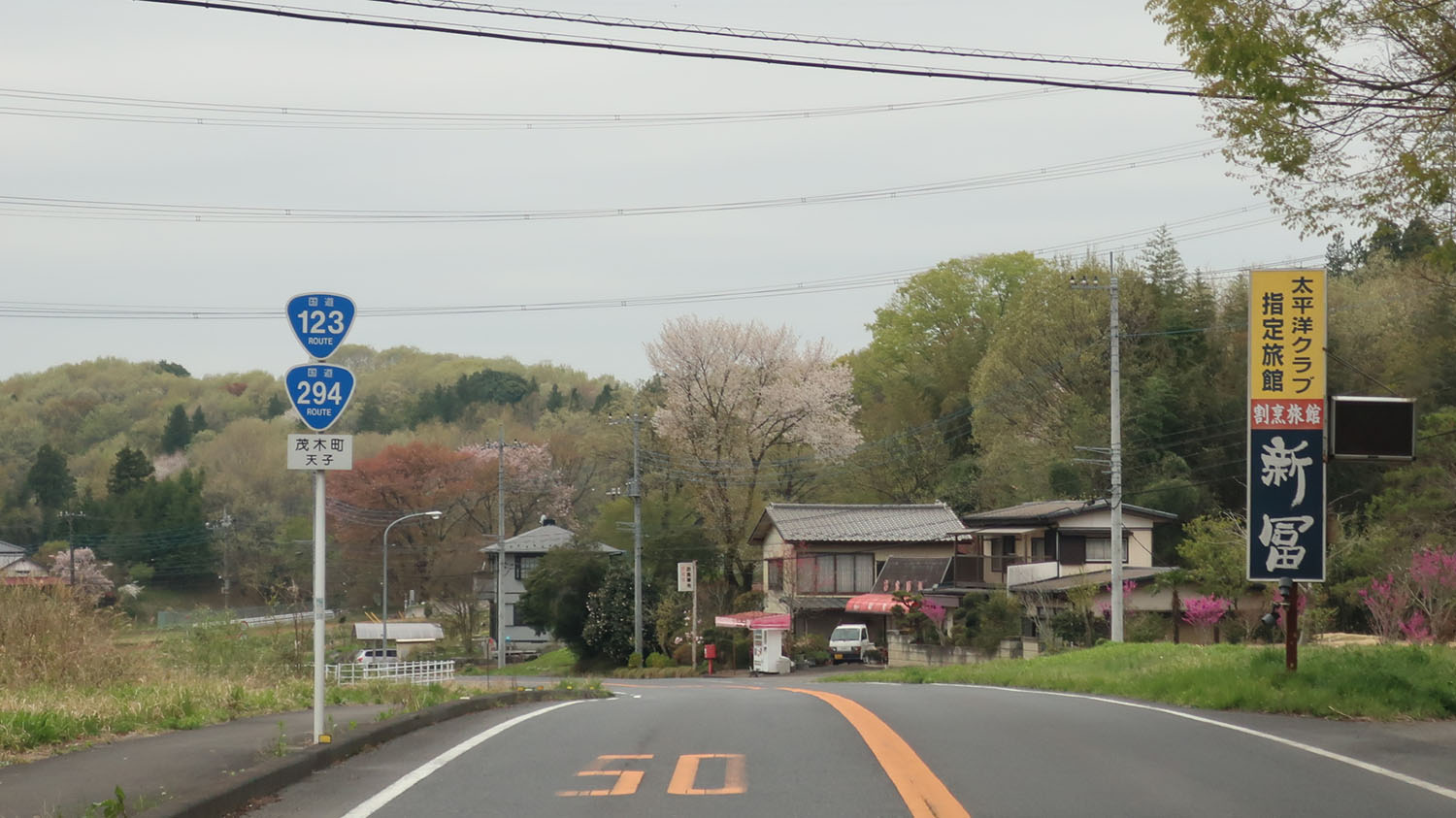
국도 제292호선 (일본)와의 중복 구간
도치기현 하가군 모테기정

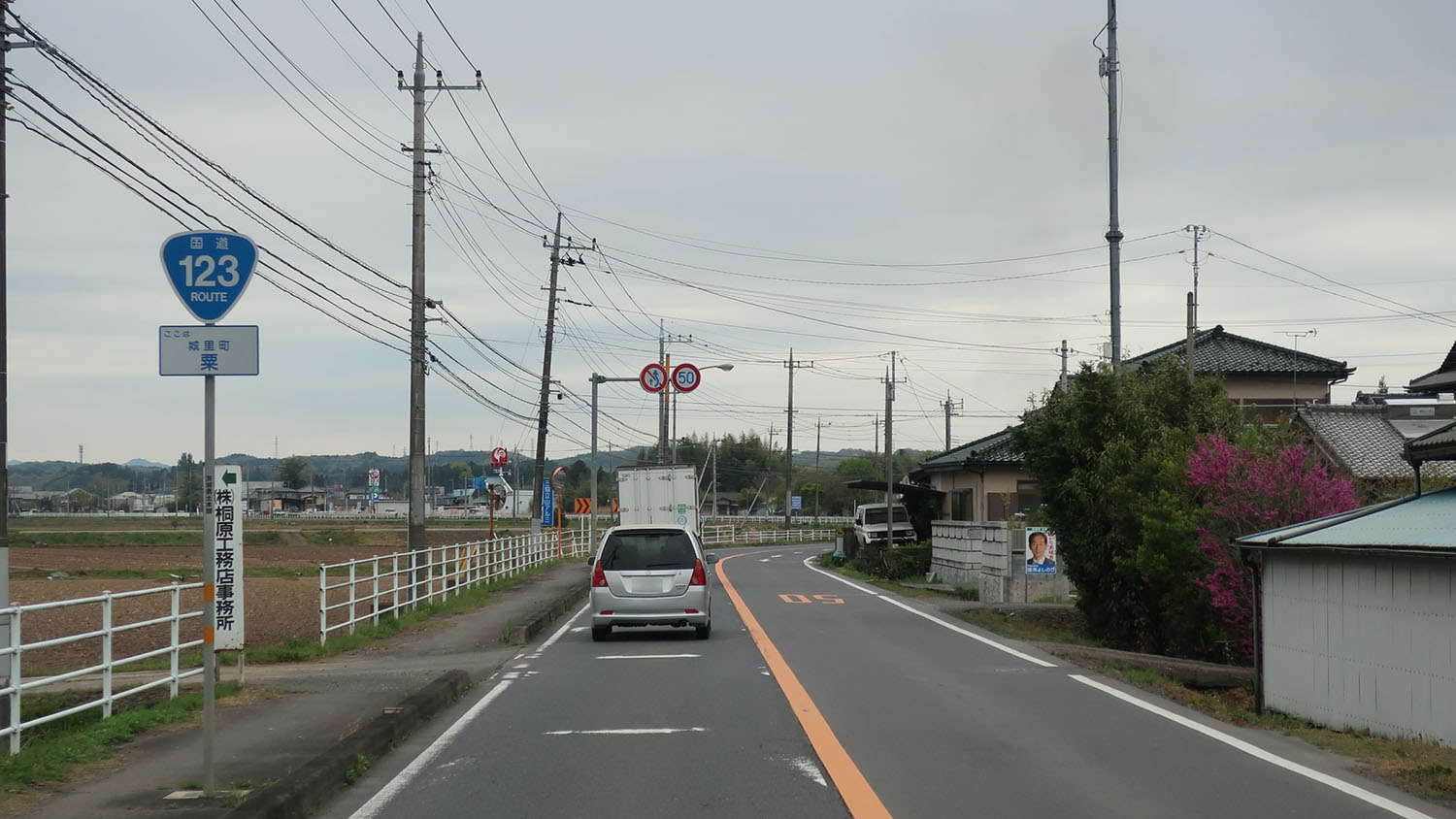
이바라키현 히가시이바라키군 시로사토정
(2018년 4월)

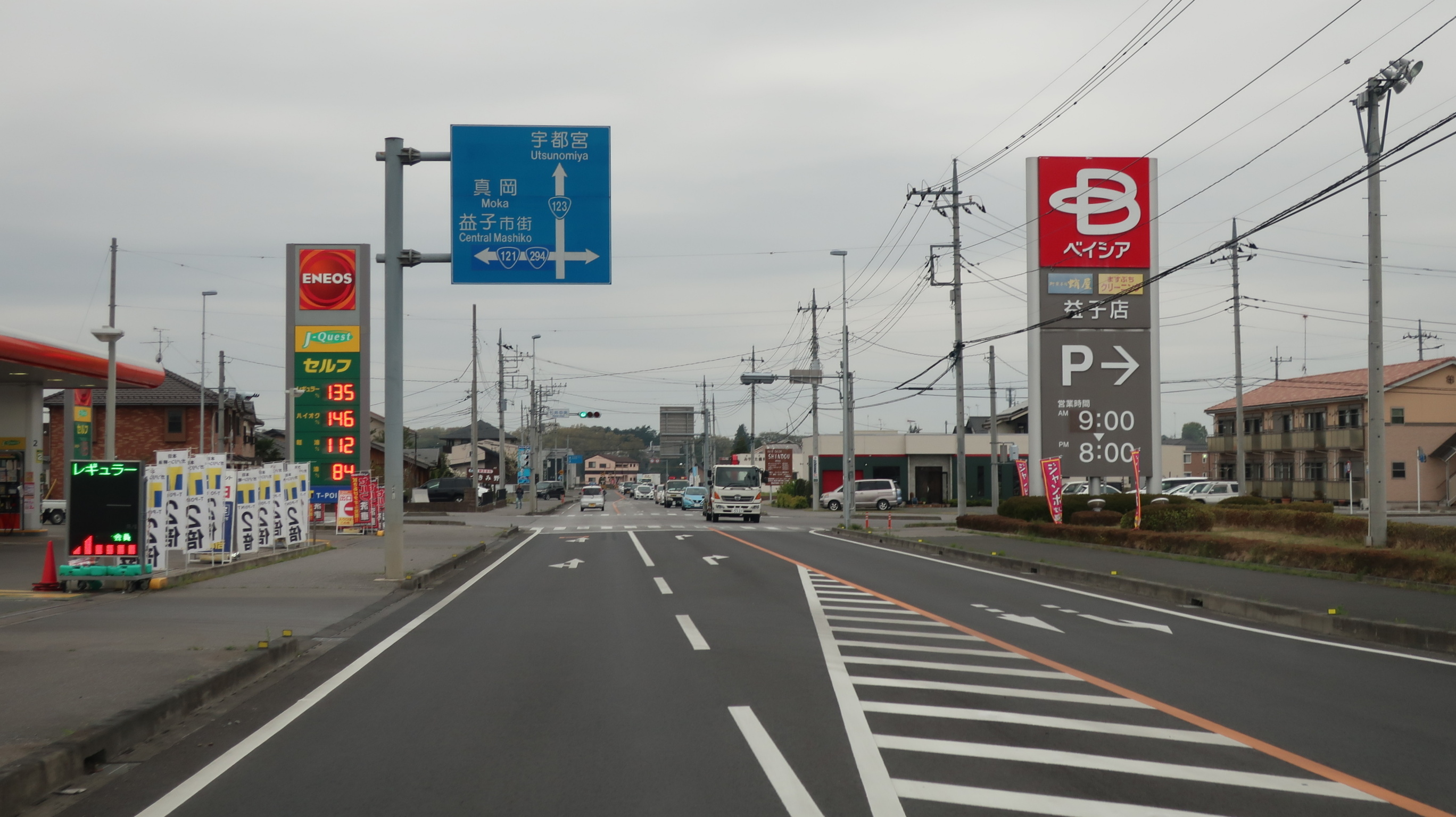
국도 제121호선과의 분기
도치기현 하가군 마시코정

국도 제123호선(일본어: 国道123号)은 도치기현 우쓰노미야시와 이바라키현 미토시를 사이에 둔 총 연장 70.0 km, 실제 연장 69.9 km, 현도 68.0 km의 거리를 가진 일본의 일반 국도이다. 그러나 이 국도는 일본 수도권 최외곽을 동서로 가로지르는 도로이기도 하다.

## 노선 정보
일반 국도의 노선을 지정하고 있는 정령에 의거한 기종점 및 경유지는 다음과 같다. 
- 기점 : 우쓰노미야시 (히라마쓰초 교차로 = 국도 제4호선과의 교점)
- 종점 : 미토시 (하카마쓰카 3초메 교차로 = 국도 제118호선, 국도 제400호선과의 교점)
- 중요한 경과지 : 도치기현 하가군 마시코정, 같은군 모테기정
- 총 연장 : 70.0 km[1]
- 중용 연장 : 0.1 km[2]
- 실제 연장 : 69.9 km[3]
  - 현도 : 68.0 km[4]
  - 구도 : 0.7 km[5]
  - 신도 : 1.2 km[6]
- 지정 구간 : 없음

## 역사
애당초부터 해당 도로는 1952년(쇼와 27년) 당시 도로법에 근거하여 지정될 예정에 있는 첫 2급 국도 노선인 지바 미토 선으로 원래 지정되었던 노선이다. 그러나 원래 지정된 2급 국도였던 예전의 123번 국도가  1급 국도 51호선으로 승격된 과정상 개편 과정에 따라 새로이 부여되어 있는 국도 노선이다.

### 연표
- 1963년 4월 1일 : 2급 국도 제123호 우쓰노미야 - 미토 선(우쓰노미야시 - 미토시 사이 구간)으로 지정 시행. 사유를 보면 원 123번 국도가 1급 51번 국도로 승격되었기 때문.
- 1965년 4월 1일 : 도로법이 개정되면서, 1·2급의 구분을 모조리 없애고 일반 국도 제123호선으로 전환

## 노선 개황

### 바이패스
- 미즈바시 바이패스(일본어판) (하가군 하가정)
- 모데기 바이패스(일본어판) (하가군 하가정)
- 가쓰라쇼호쿠 바이패스(일본어판) (히가시이바라키군 시로사토정)

### 중복 구간
- 도치기현도·이바라키현도 제1호 우쓰노미야 가사마 선(일본어판) : 우쓰노미야시 히라마쓰초 교차로 - 하가군 마시코정 오사와 교차로
- 국도 제294호선 (일본)(일본어판) : 하가군 마시코정 나나이추오 교차로 - 하가군 모테기정 덴야바 교차로

### 연선 시설

#### 미치노에키
- 모테기(일본어판)
- 가쓰라(일본어판)

## 지리

### 통과하는 지자체
- 도치기현
  - 우쓰노미야시 - 하가군 하가정 - 하가군 이치카이정 - 하가군 마시코정 - 하가군 이치카이정 - 하가군 모테기정
- 이바라키현
  - 히타치오미야시 - 히가시이바라키군 시로사토정 - 미토시

### 통과하는 도로
※ 통과하는 도로 중 현도는 일단 배제된다.
고속도로
- 조반 자동차도

국도
- 국도 제4호선
  - 신 4호 국도(일본어판)
- 국도 제408호선 (일본)(일본어판)
- 국도 제121호선
- 국도 제294호선 (일본)(일본어판)
- 국도 제118호선 (일본)(일본어판)
- 국도 제400호선 (일본)(일본어판)